# Kamil Semeniuk
Kamil Semeniuk (Kędzierzyn-Koźle, 16 luglio 1996) è un pallavolista polacco, schiacciatore della Sir Safety Perugia.

## Carriera

### Club
Nato a Kędzierzyn-Koźle, nel 2012 entra nel settore giovanile dello ZAKSA, club della propria città, esordendo in prima squadra nella stagione 2015-16, che il club conclude con la vittoria del campionato; nella stessa annata, impegnato ancora in Młoda Liga, campionato nazionale under 23, viene nominato miglior giocatore del torneo. A partire dal campionato seguente viene promosso stabilmente in prima squadra, conquistando un altro scudetto e una Coppa di Polonia.
Nella stagione 2018-19 viene ceduto in prestito al Warta Zawiercie, sempre nel massimo campionato polacco, facendo ritorno allo ZAKSA nell'annata successiva: si aggiudica due edizioni della Supercoppa polacca, due Coppe di Polonia (venendo premiato come MVP dell'edizione 2020-21), un nuovo scudetto e due Champions League (insignito del premio come miglior giocatore dell'edizione 2021-22).
Nella stagione 2022-23 approda per la prima volta all'estero, vestendo la maglia della Sir Safety Perugia, nella Superlega italiana, con cui vince tre Supercoppe italiane, due campionati mondiali per club, la Coppa Italia 2023-24, lo scudetto 2023-24 e la Champions League 2024-25.

### Nazionale
Esordisce nella nazionale nazionale polacca nel 2019, anno in cui si aggiudica la medaglia d'argento alla XXX Universiade. Nel 2021 conquista la medaglia d'argento alla Volleyball Nations League e quella di bronzo al campionato europeo. Nel 2022 vince il bronzo alla Volleyball Nations League e poi l'argento al campionato mondiale, dove viene premiato come miglior schiacciatore, nel 2023 si aggiudica l'oro alla Volleyball Nations League e al campionato europeo mentre nel 2024 è la volta del bronzo alla Volleyball Nations League e dell'argento ai Giochi della XXXIII Olimpiade. Nel 2025 mette al collo la medaglia d'oro alla Volleyball Nations League.

## Palmarès

### Club
- Campionato polacco: 3

2015-16, 2016-17, 2021-22
- Campionato italiano: 1

2023-24
- Coppa di Polonia: 3

2016-17, 2020-21, 2021-22
- Coppa Italia: 1

2023-24
- Supercoppa polacca: 2

2019, 2020
- Supercoppa italiana: 3

2022, 2023, 2024
- Campionato mondiale per club: 2

2022, 2023
- CEV Champions League: 3

2020-21, 2021-22, 2024-25

### Nazionale (competizioni minori)
- Universiade 2019
- Memorial Hubert Wagner 2021
- Memorial Hubert Wagner 2023

### Premi individuali
- 2021 - Coppa di Polonia: MVP
- 2022 - CEV Champions League: MVP
- 2022 - Campionato mondiale: Miglior schiacciatore